# 馬拉威湖槳鰭麗魚
馬拉威湖槳鰭麗魚，為輻鰭魚綱鱸形目隆頭魚亞目慈鯛科的其中一種，分布於非洲馬拉威湖Chizumulu島流域，體長可達10.6公分，棲息在沙石底質水域，雄魚會築巢且具有領域性，雌魚成群活動，以浮游生物等為食。